# Липаритян, Жирайр Седракович
Жирайр Седракович Липаритян (арм. Ժիրայր Լիպարիտյան, 10 июля 1945, Бейрут) — американский историк, общественный деятель и дипломат. Советник первого президента Армении Левона Тер-Петросяна. Гражданин США.

## Биография
- 1969 — окончил Университет штата Калифорния. Доктор исторических наук (1987), профессор (1989).
- 1979—1981 — основатель и руководитель кафедры арменоведения Американского международного колледжа.
- 1981—1988 — директор архива партии АРФД (Бостон).
- 1982—1990 — основатель и директор института «Зорян».
- 1991—1994 — советник президента Армении по вопросам политического анализа.
- С 1993 — первый заместитель министра иностранных дел Армении.
- 1994—1997 — главный советник президента Армении, секретарь совета безопасности при президенте, посол по специальным поручениям.
- С 1997— профессор истории в Мичиганском университете[1].
- С 2002 — заведующий кафедрой истории Армении того же университета.